# Спицина, Зинаида Захаровна
Зинаида Захаровна Спицина, в замужестве — Михайличенко (30 октября 1925, хутор Даниловский, Ростовская область — 7 сентября 2000, Красногорняцкий, Ростовская область) — звеньевая молочного совхоза «Горняк» Министерства совхозов СССР, Октябрьский район Ростовской области. Герой Социалистического Труда (01.06.1949).

## Биография
Накануне Великой Отечественной войны её семья переезжает жить в совхоз «Горняк». В 16 лет пошла работать в совхоз. В 1943 году, была назначена звеньевой полеводческой бригады.
В 1948 году бригада получила урожай пшеницы 32,6 центнера с гектара на площади 35 гектаров, а совхоз вышел на довоенный уровень по посевным площадям.
За высокие показатели в сельскохозяйственной работе была удостоена звания Герой Социалистического Труда и награждена орденом Ленина.
В 1970 году поменяла место работы и перешла на молочный завод совхоза «Горняк», затем работала пекарем на хлебозаводе посёлка Каменоломни.
В 1980 году ушла на заслуженный пенсионный отдых.
Умерла 7 сентября 2000 года, похоронена на поселковом кладбище в посёлке Красногорняцкий Ростовской области.

## Награды
Имеет следующие награды:
- Герой Социалистического Труда (01.06.1949)
- Орден Ленина (1949)